# Cardita
Genre
Synonymes
- Jesonia Gray, 1847
- Mytilicardia Herrmannsen, 1847
- Mytilicardita Anton, 1838

Cardita, les cardites en français, est un genre de mollusques bivalves de la famille des Carditidae.

## Espèces
Selon World Register of Marine Species (23 octobre 2019):
- Cardita aviculina Lamarck, 1819
- Cardita caliculaeformis Deshayes in Maillard, 1863
- Cardita calyculata (Linnaeus, 1758)
- Cardita crassicosta Lamarck, 1819
- Cardita distorta Reeve, 1843
- Cardita excisa Philippi, 1847
- Cardita ffinchi (Melvill, 1898)
- Cardita hawaiensis (Dall, Bartsch & Rehder, 1938)
- Cardita kyushuensis (Okutani, 1963)
- Cardita leana Dunker, 1860
- Cardita marwicki Laws, 1944 †
- Cardita muricata G. B. Sowerby I, 1833
- Cardita northcrofti Marwick, 1928 †
- Cardita pica Reeve, 1843
- Cardita senegalensis Reeve, 1843
- Cardita variegata Bruguière, 1792
- Cardita vinsoni Viader, 1951

Autres noms
- † Cardita crassa Lamarck, 1819

Noms en synonymie
- Cardita elegans (Requien[2], 1848), un synonyme de Centrocardita aculeata
- †Cardita elegans (Lamarck, 1806) ou †Cardita (Venericardia) elegans , deux synonymes de †Cyclocardia (Arcturellina) elegans Lamarck, 1806